# Марек Краєвський (дипломат)
Марек Краєвський (пол. Marek Krajewski) (11 квітня 1940 — 1 лютого 2003) — польський дипломат. В. о. консула Республіки Польща у Львові (1994—1995).

## Життєпис
Народився 11 квітня 1940 року у Варшаві. У 1964 році закінчив історичний факультет Варшавського університету.
З 1964 року на дипломатичній роботі Міністерстві закордонних справ Республіки Польща. У 70-х і 80-х роках ХХ століття працював у закордонних представництвах у Бонні й Берні.
З 2 листопада 1992 по 30 листопада 1996 років — працював у Консульському агентстві Республіки Польща у Львові. Займався консульськими питаннями.
З 1 вересня 1994 по 31 січня 1995 рр. — в. о. консула Консульського агентства Республіка Польща у Львові.
Пізніше працював у Департаменті промоції та інформації, а також Департаменті систем інформації МЗС Польщі.
У лютому 2003 року помер.